# Нисси (волость)
Ни́сси (эст. Nissi) — бывшая волость на северо-западе Эстонии в уезде Харьюмаа. Административный центр — посёлок Рийзипере. Волость включала 2 посёлка (Рийзипере и Турба) и 17 деревень: Ауде, Эллемаа, Яаник, Кивитамми, Лехету, Лепасте, Мадила, Муналаскме, Мусту, Нурме, Одулемма, Рехемяэ, Сиимика, Табара (деревня), Вилумяэ, Вирукюла, Уръясте.